# Mount Sinai School of Medicine
L'Icahn School of Medicine at Mount Sinai Medical School est située à New York sur la 5e avenue, à proximité d'East Harlem. En tant que centre médical principal de la ville, elle fournit des soins et participe à la recherche médicale.

## Histoire
L'hôpital du Mont Sinai a été fondé en 1852 sous le nom « Jews' Hospital in the City of New York » (littéralement : « hôpital juif de la ville de New York »). Mais il fallut un siècle de plus avant qu'une école de médecine ne soit créée au Mont Sinai. Au fil des années, le Mont Sinai s'est forgé une solide réputation pour l'excellence de ses soins aux patients et de ses programmes de recherche clinique. Les laboratoires et les salles du Mont Sinai sont devenus des lieux de prédilection pour tous les étudiants intéressés par la physiopathologie et la « chimie » de la maladie.
En 1959, le Mont Sinai était classé 27e sur tous les États-Unis d'Amérique pour les fonds accordés par le NIH, ce qui était tout à fait exceptionnel compte-tenu du fait que l'hôpital n'était affilié à aucune université. Les écoles et les facultés de médecine de l'Université Columbia, de l'Université de New York et de l'Université Cornell ont cherché à acquérir l'hôpital du Mont Sinai en tant que lieu d'enseignement principal. Pour maintenir sa position dominante dans les secteurs de la médecine clinique et de la recherche fondamentale, il fut décidé de créer la première école de médecine du pays à être adossée à un hôpital. En 1963, la Mount Sinai School of Medicine de l'Université de la Ville de New York (la CUNY) a ouvert ses portes. Elle devint alors l'une des meilleures écoles de médecine des États-Unis, pendant que l'Hôpital du Mont Sinai gagnait en notoriété internationale pour ses avancées dans les soins aux patients et ses découvertes sur les maladies.
Au 1er janvier 1998, les équipements hospitaliers de la NYU furent réunis au sein d'une entité autonome à but non lucratif. Ils furent mis en commun avec l'hôpital du Mont Sinai pour former le Mount Sinai-NYU Health, une organisation qui chapeautait les deux hôpitaux. En parallèle, la New York University School of Medicine continuait d'évoluer au sein de l'université. En 1998, avec l'approbation du conseil d'administration de l'Université de l'État de New York (University of the State of New York, à ne pas confondre avec l'Université d'État de New York), la Mount Sinai School of Medicine quitta la CUNY pour s'affilier à l'Université de New York.

## Professeurs
- Joshua B. Bederson, professeur de neurochirurgie[1]
- Richard Day, professeur de pédiatrie, 1968-1971[2]
- Alain Carpentier, professeur de chirurgie cardiaque.

## Élèves
- H. A. Berlin, neurologue.